# John Hurt
Sir John Vincent Hurt, CBE (22. ledna 1940 Chesterfield, Derbyshire – 25. ledna 2017 Cromer, Norfolk) byl anglický filmový a divadelní herec.

## Život a kariéra
Jeho otec byl matematik a pastor Arnold Hurt. John se od mládí věnoval malování a divadlu, vystudoval výtvarné umění na St. Martin's School of Art v Londýně a později divadelní Královskou akademii dramatického umění (RADA). Ve filmu debutoval v roce 1962. Působil u Royal Shakespeare Company a na Broadwayi.
Výraznější popularitu získal v 70. letech rolí císaře Caliguly v televizním zpracování románu Roberta Gravese Já, Claudius. Další významnou rolí byl narkoman Max v dramatu Alana Parkera Půlnoční expres nebo titulní role ve filmu Davida Lynche Sloní muž. Ve vědeckofantastickém hororu Vetřelec režiséra Ridleyho Scotta si Hurt zahrál první oběť mimozemské nestvůry, za tento výkon byl nominován na cenu BAFTA. V pozdější době se stal po celém světě znám jako výrobce kouzelnických hůlek Ollivander ve filmech o Harrym Potterovi.
Byl čtyřikrát ženatý a měl dvě děti. Jeho první ženou byla Annette Robertsonová, britská filmová a televizní herečka, kterou si vzal roku 1962 a o dva roky později se s ní rozvedl. O dvacet let později, roku 1984, si vzal Donnu Peacockovou. Pár se rozvedl po šesti letech a ještě toho roku se Hurt oženil s Joan Daltonovou. I tento vztah vydržel šest let, než byl pár roku 1996 rozveden. Roku 2005 si Hurt vzal Anwen Rees-Myersovou, která mu byla manželkou až do jeho smrti.
John Hurt zemřel 25. ledna 2017 na rakovinu slinivky břišní, pár dní po svých 77. narozeninách.

## Filmografie

### Film
| Rok  | Název                                                       | Role                        | Poznámky |
| ---- | ----------------------------------------------------------- | --------------------------- | --- |
| 1966 | Člověk do každého počasí                                    | Richard Rich                | |
| 1967 | Námořník z Gibraltaru                                       | John                        | |
| 1969 | Hříšný Davey                                                | Davey Haggart               | |
| 1971 | Rillington Place č.10                                       | Timothy Evans               | Nominace – Cena BAFTA za nejlepší mužský herecký výkon ve vedlejší roli |
| 1975 | Ghůl                                                        | Tom Rawlings                | |
| 1978 | Půlnoční expres                                             | Max                         | Vítěz – Zlatý glóbus za nejlepší mužský herecký výkon ve vedlejší roli Vítěz – Cena BAFTA za nejlepší mužský herecký výkon ve vedlejší roli                                                        |
| 1978 | Pán prstenů                                                 | Aragorn (hlas)              | |
| 1978 | Křik                                                        | Anthony Fielding            | |
| 1978 | Daleká cesta za domovem                                     | Hazel (hlas)                | |
| 1979 | Vetřelec                                                    | Gilbert Kane                | |
| 1980 | Sloní muž                                                   | John Merrick                | Vítěz – Cena BAFTA za nejlepší mužský herecký výkon v hlavní roli Nominace – Oscar za nejlepší mužský herecký výkon v hlavní roli Nominace – Zlatý glóbus za nejlepší mužský herecký výkon (drama) |
| 1980 | Nebeská brána                                               | William C. Irvine           | |
| 1981 | Noční přechod                                               | Peter Strelzyk              | |
| 1982 | Partneři                                                    | Kerwin                      | |
| 1983 | Ostermanův víkend                                           | Lawrence Fassett            | |
| 1984 | Závod se smrtí                                              | Bob Champion                | |
| 1984 | Práskač a jeho kat                                          | Mitchell Braddock           | |
| 1984 | 1984                                                        | Winston Smith               | |
| 1985 | Černý kotel                                                 | Rohatý král (hlas)          | |
| 1989 | Aféra Profumo                                               | Stephen Ward                | |
| 1990 | Odpoutaný Frankenstein                                      | Joe Buchanan                | |
| 1990 | Pastvina                                                    | Bird O'Donnell              | |
| 1991 | Král Ralph                                                  | Lord Percival Graves        | |
| 1993 | I na kovbojky občas padne smutek                            | hraběnka                    | |
| 1994 | O Malence                                                   | pan Mole (hlas)             | |
| 1994 | Druhý nejlepší                                              | strýc Turpin                | |
| 1995 | Rob Roy                                                     | James Graham                | |
| 1995 | Mrtvý muž                                                   | John Scholfield             | |
| 1995 | Divoký Bill                                                 | Charley Prince              | |
| 1997 | Kontakt                                                     | S.R. Hadden                 | |
| 1998 | Chraň i malá zvířátka                                       | pan Summers                 | |
| 1998 | Komisař                                                     | James Morton                | |
| 1998 | Noční vlak                                                  | Michael Poole               | |
| 2000 | Ďábel přichází                                              | otec Lareaux                | |
| 2001 | Mandolína kapitána Corelliho                                | dr. Yiannis                 | |
| 2001 | Harry Potter a Kámen mudrců                                 | Garrick Ollivander          | |
| 2003 | Případ Mahowny                                              | Victor Foss                 | |
| 2003 | Dogville                                                    | vypravěč                    | |
| 2004 | Hellboy                                                     | Trevor 'Broom' Bruttenholm  | |
| 2005 | Valiant                                                     | Felix (hlas)                | |
| 2005 | Střelba na psy                                              | Christopher                 | |
| 2005 | Klíč                                                        | Ben Devereaux               | |
| 2006 | V jako Vendeta                                              | Adam Sutler                 | |
| 2008 | Vraždy v Oxfordu                                            | Arthur Seldom               | |
| 2008 | Vikingové II                                                | Hrothgar                    | |
| 2008 | New Yorku, miluji Tě!                                       | Bellhop                     | |
| 2008 | Indiana Jones a Království křišťálové lebky                 | Professor Harold 'Ox' Oxley | |
| 2008 | Hellboy 2: Zlatá armáda                                     | Trevor 'Broom' Bruttenholm  | |
| 2009 | Hranice ovládání                                            | kytarista                   | |
| 2009 | Angličan v New Yorku                                        | Quentin Crisp               | |
| 2010 | Harry Potter a Relikvie smrti - část 1                      | Garrick Ollivander          | |
| 2011 | Válka Bohů                                                  | vypravěč                    | |
| 2011 | Melancholia                                                 | Dexter                      | |
| 2011 | Harry Potter a Relikvie smrti - část 2                      | Garrick Ollivander          | |
| 2012 | Co čas nezahojil                                            | Kingsley Bedford            | |
| 2013 | Přežijí jen milenci                                         | Christopher Marlowe         | |
| 2013 | Ledová archa                                                | Gilliam                     | |
| 2013 | Charlie musí zemřít                                         | vypravěč                    | |
| 2014 | Herkules                                                    | Cotys                       | |
| 2015 | Tomáš a jeho přátelé - Sodorská legenda o ztraceném pokladu | námořník John (hlas)        | |
| 2016 | Jackie                                                      | otec Richard McSorley       | |

### Televize
| Rok       | Název             | Role                    | Poznámky    |
| --------- | ----------------- | ----------------------- | ----------- |
| 1976      | Já, Claudius      | císař Caligula          |             |
| 2004      | Smečka            | Harry (hlas)            | TV film     |
| 2008–2012 | Merlin            | Velký drak (Kilgharrah) | hlavní role |
| 2013      | Pán času          | Válečný Doktor          | 3 díly      |
| 2015      | Zloději drahokamů | Tom Kendle              | 6 dílů      |